# Rhododendron 'Hellikki'
Rhododendron 'Hellikki' — сорт зимостойких вечнозелёных рододендронов. 
Создан в результате отбора сеянцев от открытого опыления красноцветного гибрида Зейделя (Seidel Group hybrid). По внешнему виду листьев можно предположить, что в сорте присутствуют также гены рододендрона Смирнова (Rhododendron smirnowii). 'Hellikki' был назван в честь матери селекционера Марьятты Уосукайнен.

## История создания
Сорт получен в результате программы разведения рододендронов Хельсинкского университета в сотрудничестве с Дендрарием Mustila (1973—2000 годы). В программе использовались рододендроны, растущие в дендрарии Хельсинки с 1930 года. К 1973 году из этих растений выжили наиболее зимостойкие. 
Изначально в селекционной программе были использованы 53 материнских растений и, в качестве опылителей, представители 23 видов и 48 гибридов рододендрона. Из первых полученных 22000 гибридных сеянцев были отобраны 14000. В результате суровых зим 1980-х годов из 14000 саженцев выжило 9000. Среди выживших было много растений, совершенно не повреждавшихся во время зимы. Из них отобрали 80 сеянцев, которые были размножены посредством микроклонального размножения. Девять сортов были зарегистрированы:
- 'Elviira'
- 'Hellikki'
- 'Haaga'
- 'Helsinki University'
- 'Kullervo'
- 'Pekka'
- 'Peter Tigerstedt'
- 'Pohjola’s Daughter'
- 'Mikkeli'

## Биологическое описание
Вечнозелёный кустарник, в Финляндии, в возрасте 10 лет высота около 120 см. Новые побеги  у 'Hellikki' мягкие, покрытые белыми ворсинками.
Листья тёмно-зелёные, с верхней части голые, с нижней опушённые (опушение желтовато-серого цвета). Молодые листья опушённые. 
Соцветия расположены на концах ветвей, несут 8—12 цветков.
Цветки воронкообразные, пурпурно-красные. В условиях Финляндии цветение в середине июня. 

## В культуре
Выдерживает понижения температуры до −34 °С. Рекомендуется посадка в тени или полутени. Рекомендуется посадка в кислую, рыхлую, хорошо дренированную почву, в защищенных от ветра местах, не выносит переувлажнения и пересыхания корнеобитаемой зоны. Нуждается в ежегодном мульчировании и защите от весеннего солнца. 